# Senado da França
O Senado da França (em francês: Sénat) é a câmara alta do Parlamento da França, sendo a outra a Assembleia Nacional. O Senado é composto por 348 membros cuja função é representar os interesses da Coletividade territorial, bem como dos cidadãos franceses residentes no exterior. 
O Senado possui menos membros em relação a Assembleia Nacional, estando sujeito a menor impacto político do que a mesma. Contudo, ambas as câmaras exercem a mesma influência política quando reunidas em Parlamento. O atual presidente do Senado francês é Gérard Larcher, membro do Os Republicanos.

## História
A primeira câmara alta a se organizar na França foi durante o Diretório, sendo denominada Conselho dos Anciões. Desde então o Senado sobreviveu ao Primeiro e Segundo Império. Era o Senado Conservador, sendo superficialmente modificado aos moldes do Senado romano.
Após a Restauração Bourbon e o estabelecimento do pariato francês, os cargos do Senado passaram a ser hereditários, constituindo um órgão semelhante a Câmara dos Lordes do Reino Unido.
A França adotou o modelo unicameralista durante a Segunda República, mas, com a ascensão do Segundo Império, o Senado voltou a ser a câmara alta do parlamento.
Após várias mudanças profundas ou superficiais, o Senado voltou a ser a câmara alta da França e é assegurado pela constituição de 1958.

## Sede
Os membros do Senado se reúnem no Palácio do Luxemburgo, no 6º arrondissement de Paris. O Palácio pertence ao Governo francês e, portanto, ao Senado, mas grande parte da área do prédio e o Jardin du Luxembourg são abertos ao público.

## Eleições
Os senadores são eleitos indiretamente por cerca de 150 000 oficiais, incluindo prefeitos e conselheiros locais.

## Membros

### Senador vitalício
Na França, a condição de senador vitalício (sénateur inamovible) foi estabelecida em 1875 e abolida em 1884, sendo mantida somente para os ocupantes ainda vivos à época. O último senador vitalício foi Émile Deshayes de Marcère, que faleceu em 1918. Ao contrário de muitos países, na França o ex-presidente não é um senador vitalício. Entre vários senadores vitalícios da história da França, se destacaram:
- Jules Barthélemy-Saint-Hilaire (1805-1895)
- Marcellin Berthelot (1827-1907)
- Jean-Baptiste Billot (1828-1907)
- Paul Broca (1824-1880)
- Louis Buffet (1818-1898)
- Ernest Courtot de Cissey (1810-1882)
- Émile Deshayes de Marcère (1828-1918)
- Jules Armand Stanislas Dufaure (1798-1881)
- Édouard René de Laboulaye (1811-1883)
- Émile Littré (1801-1881)
- Jules Simon (1814-1896)
- Pierre Emmanuel Tirard (1827-1893)
- Henri-Alexandre Wallon (1812-1904)
- Charles-Adolphe Wurtz (1807-1884)

## Presidentes
O Senado elege um presidente a cada 3 anos, podendo um senador ser reeleito inúmeras vezes. O Presidente do Senado é o primeiro na linha de sucessão presidencial em caso de morte, renúncia ou afastamento do Presidente da República; tornando-se, então, presidente interino até que ocorram novas eleições presidenciais. O ex-presidente do Senado, Alain Poher, já assumiu o governo francês em duas ocasiões: em 1969 (quando da renúncia de Charles de Gaulle) e em 1974 (morte de Georges Pompidou).

### Quinta República

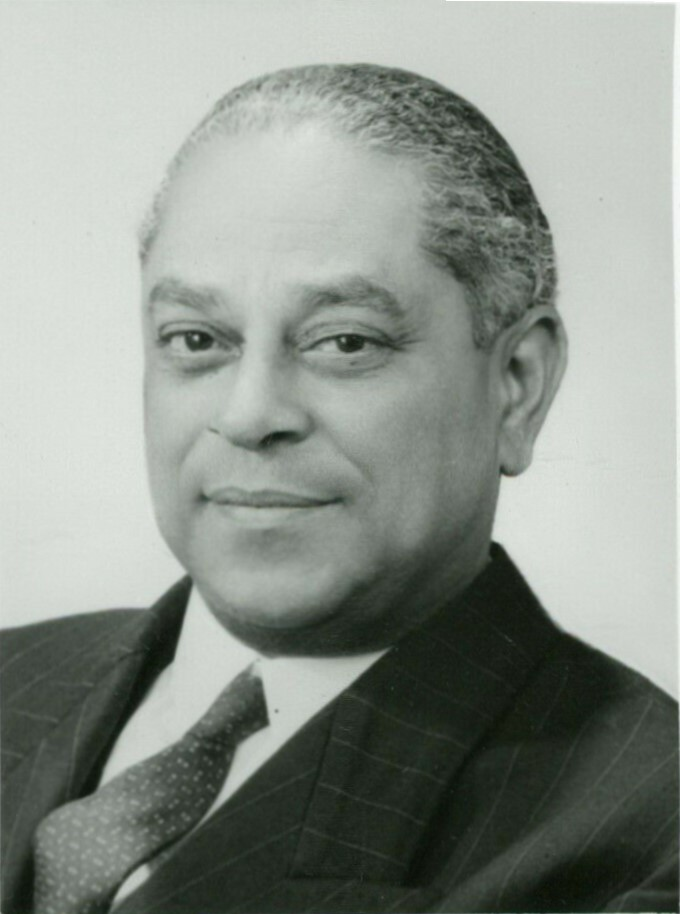
Gaston Monnerville, 1958-1968
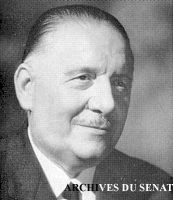
Alain Poher, 1968-1992
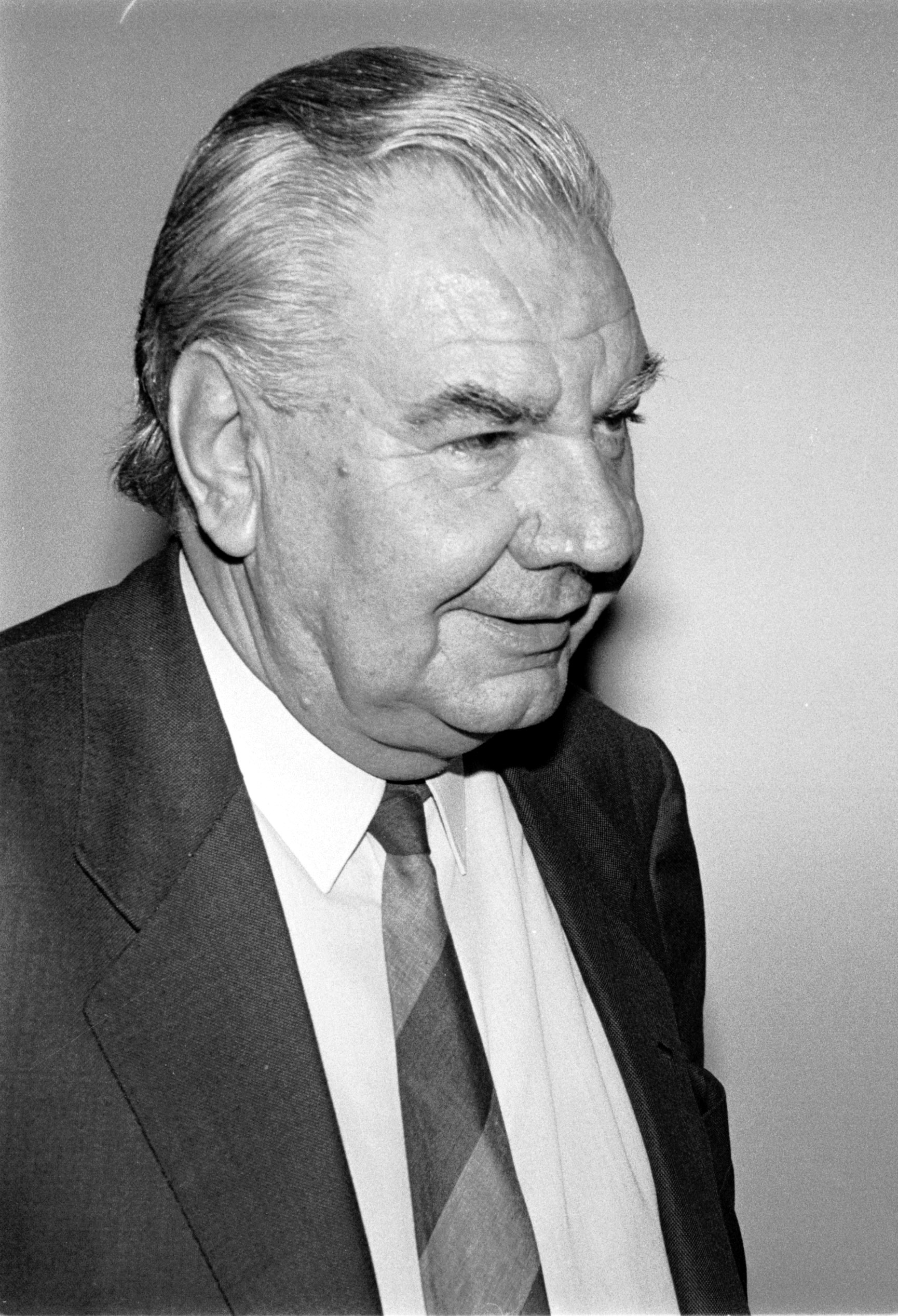
René Monory, 1992-1998
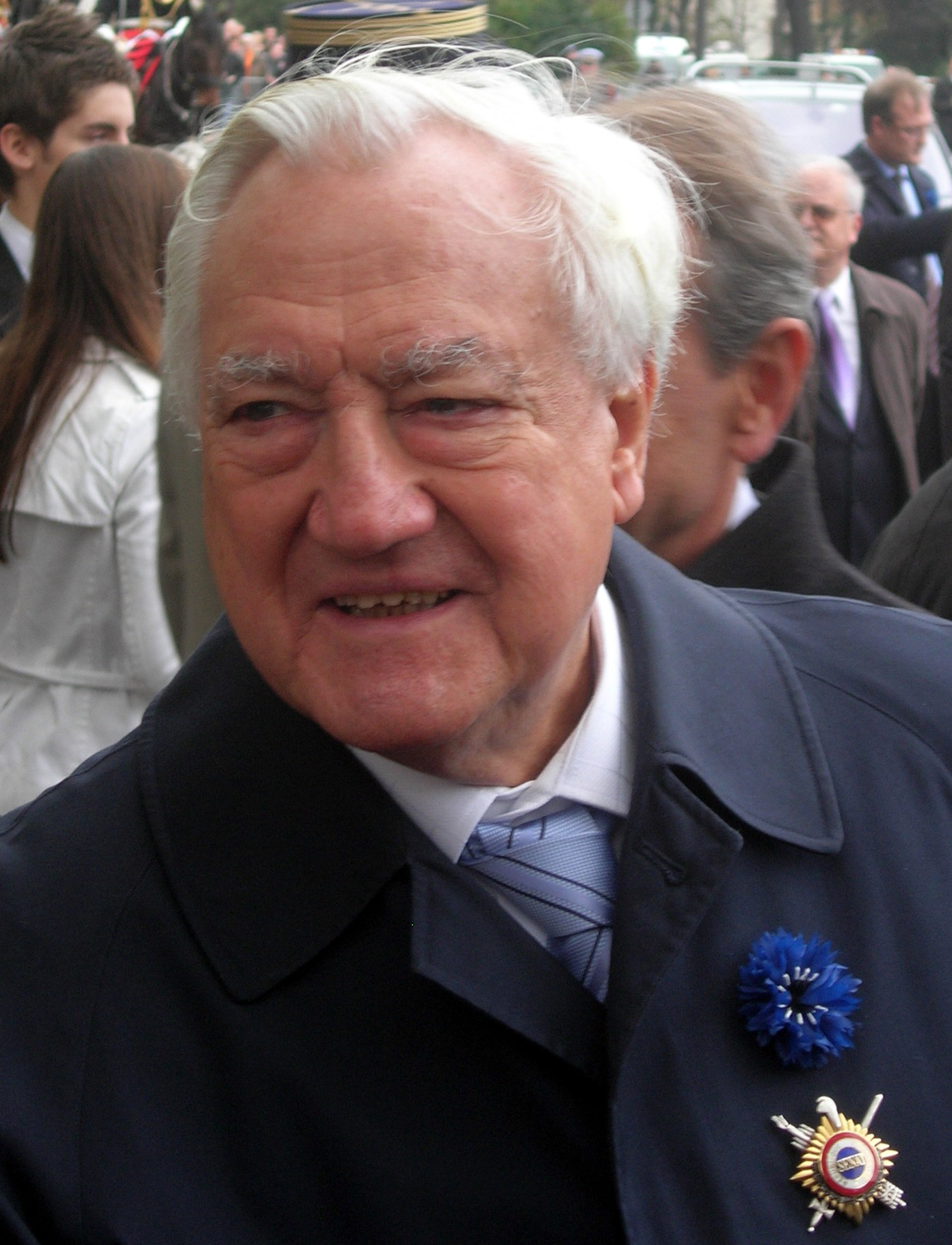
Christian Poncelet, 1998-2008
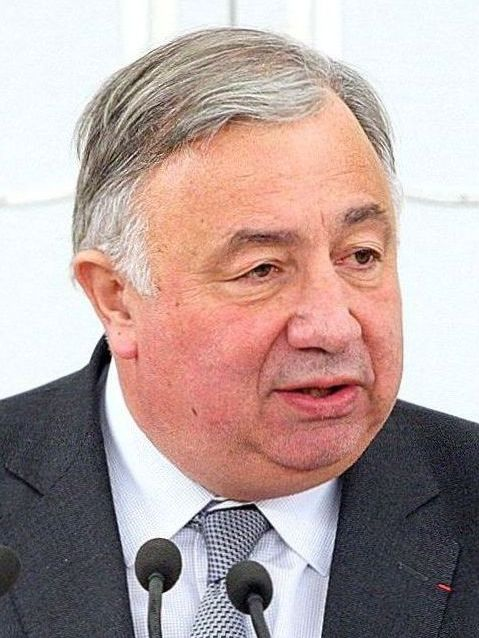
Gérard Larcher, 2008-2011
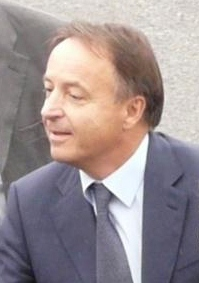
Jean-Pierre Bel, 2011-2014
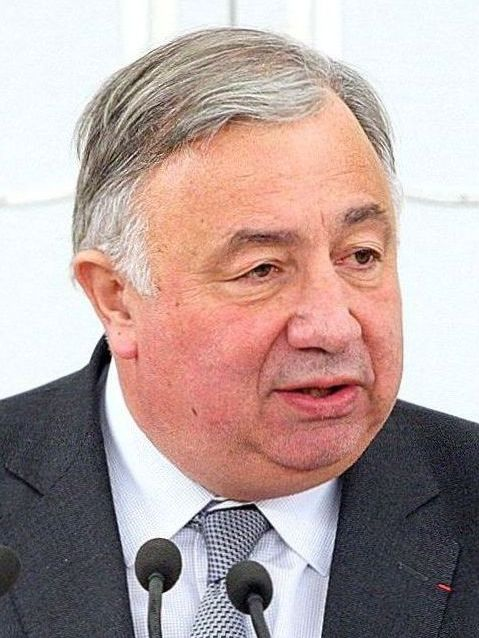
Gérard Larcher, 2014-presente